# جاكوب لي
جاكوب لي (بالإنجليزية: Jacob Lee)‏ هو كاتب أغاني أسترالي، ولد في 4 نوفمبر 1994 في Southport, Queensland ‏ في أستراليا.